# Hymenoscyphus

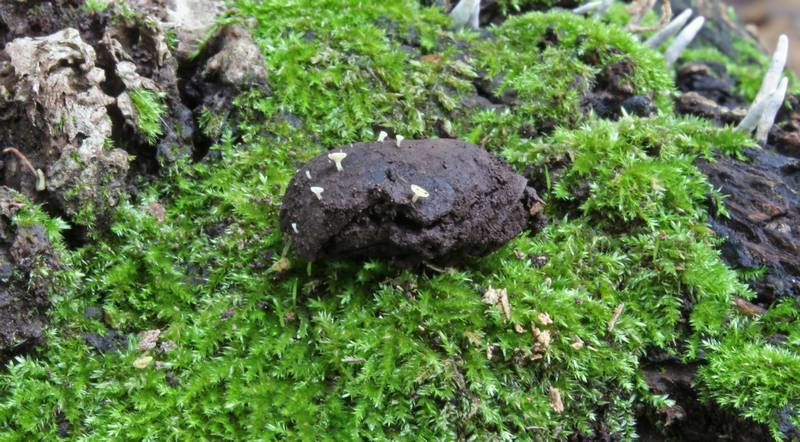
Owocniki pucharka owocowego na owocu buka

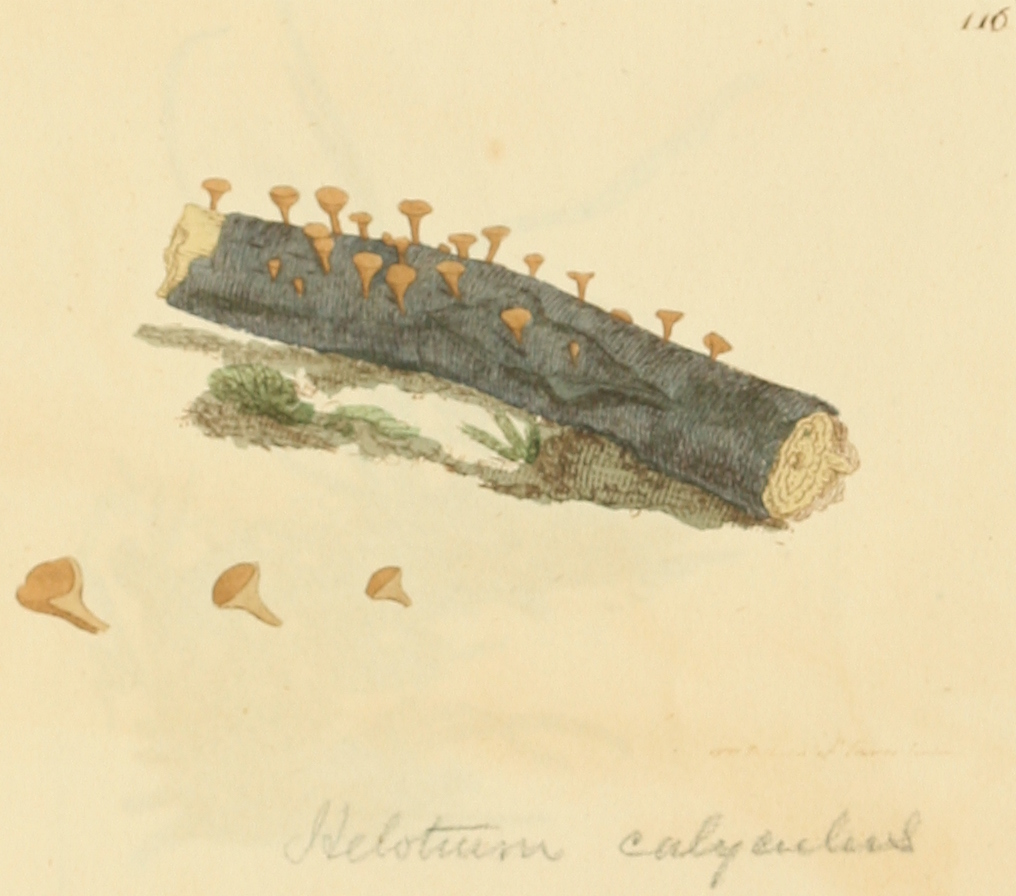
Owocniki pucharka kielichowatego na gałązce

Hymenoscyphus Gray (pucharek) – rodzaj grzybów z rodziny tocznikowatych (Helotiaceae).

## Systematyka i nazewnictwo
Pozycja w klasyfikacji według Index Fungorum: Helotiaceae, Helotiales, Leotiomycetidae, Leotiomycetes, Pezizomycotina, Ascomycota, Fungi.
Synonimy: Belospora Clem., Ciboriella Seaver, Hymenoscypha (Fr.) W. Phillips, Peziza trib. Hymenoscypha Fr., Septatium Velen.
Nazwa polska według B. Gumińskiej i W. Wojewody.

## Charakterystyka
Grzyby owocnikowe o drobnych, miseczkowatych owocnikach na wyraźnym trzonie. Saprotrofy o galaretowatej lub woskowatej konsystencji. Worki 8-zarodnikowe otwierające się wierzchołkowym, amyloidalnym otworem. Parafizy zwykle cylindryczne, przeważnie proste. Askospory elipsoidalne do wrzecionowatych lub lekko nierównoboczne, szkliste i nieamyloidalne.
Gatunki występujące w Polsce:
- Hymenoscyphus albidus (Gillet) W. Phillips 1887
- Hymenoscyphus albopunctus (Peck) Kuntze 1898[5]
- Hymenoscyphus calyculus (Fr.) W. Phillips 1887 – pucharek kielichowaty[6]
- Hymenoscyphus carpini (Batsch) Gminder 2016[5]
- Hymenoscyphus carpinicola (Rehm) Arendh. 1979
- Hymenoscyphus caudatus (P. Karst.) Dennis 1964
- Hymenoscyphus epiphyllus (Pers.) Rehm ex Kauffman 1929
- Hymenoscyphus fagineus (Pers.) Dennis 1964 – pucharek bukowy
- Hymenoscyphus fraxineus (T. Kowalski) Baral, Queloz & Hosoya 2014[7]
- Hymenoscyphus friesii (Sacc.) Arendh. 1979
- Hymenoscyphus fructigenus (Bull.) Gray 1821 – pucharek owocowy[3]
- Hymenoscyphus herbarum (Pers.) Dennis 1964 – pucharek źdźbłowy[3]
- Hymenoscyphus humuli (Lasch) Dennis 1964
- Hymenoscyphus imberbis (Bull.) Dennis 1964
- Hymenoscyphus immutabilis (Fuckel) Dennis 1964
- Hymenoscyphus kathiae (Korf) Baral 2005[5]
- Hymenoscyphus laetus (Boud.) Dennis 1964
- Hymenoscyphus lacteus (Cooke) Kuntze 1898[8]
- Hymenoscyphus lepismoides Baral & Bemmann 2013[5]
- Hymenoscyphus lutescens (Hedw.) W. Phillips 1887
- Hymenoscyphus menthae (W. Phillips) Baral 1985
- Hymenoscyphus mycetophilus (Peck) Svrček 1977
- Hymenoscyphus ombrophiliformis Svrček 1977
- Hymenoscyphus phyllogenus (Rehm) Kuntze 1898
- Hymenoscyphus phyllophilus (Desm.) Kuntze 1898
- Hymenoscyphus rhodoleucus (Fr.) W. Phillips 1887
- Hymenoscyphus repandus (W. Phillips) Dennis 1964
- Hymenoscyphus rokebyensis (Svrček) Matheis 1979
- Hymenoscyphus salicellus (Fr.) Dennis 1964
- Hymenoscyphus scutula (Pers.) W. Phillips 1887
- Hymenoscyphus serotinus (Pers.) W. Phillips 1887
- Hymenoscyphus subferrugineus (Nyl.) Dennis 1964[5]
- Hymenoscyphus vernus (Boud.) Dennis 1964[5]
- Hymenoscyphus vitellinus (Rehm) Kuntze 1898
- Hymenoscyphus vitigenus (De Not.) Dennis 1964[5].

Nazwy naukowe na podstawie Index Fungorum. Wykaz gatunków według M.A. Chmiel (bez przypisów) oraz innych autorów (opisani przypisami). Źródła nazw polskich oznaczone przypisami.